# Lasse Vibe
Lasse Vibe (født 22. februar 1987) er en dansk tidligere fodboldspiller, der spiller for flere danske og udenlandske klubber og sluttede karrieren i FC Midtjylland. Hans foretrukne placering på banen var som offensiv kantspiller og frontangriber.

## Karriere
Vibe indledte sin karriere i superligaklubben AGF, hvor hans talent ikke for alvor kom frem, og skønt han i flere sæsoner trænede med førsteholdet, opnåede han blot én kamp herfor. Derfor skiftede han 1. januar 2009 til FC Fyn, hvor det både blev til spilletid og mål, og fra sommerpausen 2010 skiftede han til FC Vestsjælland under Michael Schjønberg. I december 2011 blev Vibe købt af SønderjyskE, med tiltrædelse fra 1. januar 2012.
Efter blot et halvt år i den bedste danske række for SønderjyskE og flere mål samt målgivende afleveringer blev Lasse Vibe udtaget til landsholdet til kampen mod Slovakiet 15. august 2012, hvor han dog ikke opnåede spilletid. Lasse Vibe blev Superligaens forårs-topscorer i 2012/2013 med 8 mål. Han scorede blandt andet et hattrick mod Silkeborg for SønderjyskE.
De gode præstationer medførte, at Vibe 19. juni 2013 fik kontrakt med Allsvenskan-klubben IFK Göteborg. Også her viste han hurtig sit værd, og med 23 mål i 26 kampe blev han rækkens topscorer i 2014-sæsonen, hvilket medvirkede til at sikre klubben sølvmedaljer. De mange mål betød, at der igen blev bud efter ham til landsholdet, og han fik debut i en venskabskamp mod Tyrkiet 3. september 2014, og i sin tredje kamp scorede han sit første landskampmål, da holdet i en EM-kvalifikationskamp spillede 1-1 mod Albanien. Han opnåede i alt 11 A-landskampe, men scorede ikke yderligere landskampsmål.
I juli 2015 skiftede Lasse Vibe til den engelske klub Brentford FC. Her spillede han frem til januar 2018, hvor han skiftede til kinesiske Changchun Yatai F.C. I foråret 2019 vendte han tilbage til IFK Göteborg.
Den 4. november 2019 skrev FC Midtjylland på sin hjemmeside, at klubben havde skrevet under på en aftale med Vibe fra januar 2020 til sommeren 2021. Dermed vendte Vibe tilbage til dansk fodbold igen efter syv et halvt år i udlandet.
Han indstillede sin karriere, da kontrakten udløb i sommeren 2021.